# Soul Militia
Soul Militia — эстонская хип-хоп-группа, победившая на конкурсе Евровидение в 2001 году в качестве бэк-вокалистов Танеля Падара и Дэйва Бентона.
Была создана в 1997 году Сергеем Моргуном и Индреком Соомом под названием 2XL. Под данным названием с песней «Everybody» в 2001 году победила вместе с Т. Падаром и Д. Бэнтоном на конкурсе Евровидение, принеся Эстонии первую победу на данном музыкальном состязании. В 2002 году музыканты изменили своё название на Soul Militia. В 2007 году принимали участие в национальном отборе к Евровидению с песней «My Place».

## Состав группы
- Сергей Моргун («Семи»)
- Индрек Соом («Инс», до 2004 года)
- Лаури Пихлап («Лоури»)
- Кайдо Пыльдма («Крейг»)